# Martinci Miholjački
Martinci Miholjački – wieś w Chorwacji, w żupanii osijecko-barańskiej, w gminie Podravska Moslavina. W 2011 roku liczyła 37 mieszkańców.